# موری هیده‌موتو
موری هیده‌موتو (به ژاپنی: 毛利 秀元 Mōri Hidemoto) (۲۵ نوامبر، ۱۵۷۹ – ۲۶ نوامبر، ۱۶۵۰) یک دایمیو و سامورایی در دوره ادو در ژاپن بود. پدر وی موری موتوکیو نام داشت. هیده‌موتو فرزندخوانده رهبر خاندان موری، موری تروموتو بود. پسر ارشد او موری میتسوهیرو نام داشت. در نبرد سکیگاهارا پسرعموی او تروموتو رهبر سپاه غربی بود و چون در قلعه اوساکا مستقر شده بود عازم جبهه جنگ نشد. هیده‌موتو به همراه آنکوکوجی اکی و کیکاوا هیروایه سه نفر از خاندان موری بودند که در جبهه سپاه غرب شرکت کردند اما در میدان جنگ طبق پیمانی که یک روز قبل از نبرد با توکوگاوا ایه‌یاسو گذاشته بودند، از محل مقر خود حرکت نکردند.